# Episodi di La famiglia Partridge (terza stagione)
Negli Stati Uniti, la serie andò in onda sulla ABC dal 15 settembre 1972 al 23 marzo 1973.
| nº | Titolo originale                                                  | Titolo italiano | Prima TV USA      | Prima TV Italia |
| -- | ----------------------------------------------------------------- | --------------- | ----------------- | --------------- |
| 1  | This Male Chauvinist Piggy Went to Market                         |                 | 15 settembre 1972 |                 |
| 2  | M Is for the Many Things                                          |                 | 22 settembre 1972 |                 |
| 3  | Princess and the Partridge                                        |                 | 29 settembre 1972 |                 |
| 4  | Each Dawn I Diet                                                  |                 | 6 ottobre 1972    |                 |
| 5  | A Penny for His Thoughts                                          |                 | 13 ottobre 1972   |                 |
| 6  | You're Only Young Twice                                           |                 | 20 ottobre 1972   |                 |
| 7  | The Mod Father                                                    |                 | 27 ottobre 1972   |                 |
| 8  | A Likely Candidate                                                |                 | 3 novembre 1972   |                 |
| 9  | Swiss Family Partridge                                            |                 | 10 novembre 1972  |                 |
| 10 | Ain't Loveth Grand?                                               |                 | 17 novembre 1972  |                 |
| 11 | Whatever Happened to Keith Partridge?                             |                 | 24 novembre 1972  |                 |
| 12 | Nag, Nag, Nag                                                     |                 | 8 dicembre 1972   |                 |
| 13 | For Sale by Owner                                                 |                 | 29 dicembre 1972  |                 |
| 14 | Aspirin at 7, Dinner at 8                                         |                 | 5 gennaio 1973    |                 |
| 15 | For Whom the Bell Tolls... and Tolls... and Tolls                 |                 | 12 gennaio 1973   |                 |
| 16 | Trial of The Partridge One                                        |                 | 19 gennaio 1973   |                 |
| 17 | I Left My Heart in Cincinnati                                     |                 | 26 gennaio 1973   |                 |
| 18 | The Eleven-Year Itch                                              |                 | 2 febbraio 1973   |                 |
| 19 | Bedknobs and Drumsticks                                           |                 | 9 febbraio 1973   |                 |
| 20 | Everything You Wanted to Know About Sex... but Couldn't Pronounce |                 | 16 febbraio 1973  |                 |
| 21 | Forgive Us Our Debts                                              |                 | 23 febbraio 1973  |                 |
| 22 | The Partridge Connection                                          |                 | 2 marzo 1973      |                 |
| 23 | The Selling of the Partridges                                     |                 | 9 marzo 1973      |                 |
| 24 | Diary of a Mad Millionaire                                        |                 | 16 marzo 1973     |                 |
| 25 | Me and My Shadow                                                  |                 | 23 marzo 1973     |                 |